# Baie d'Almirante
La baie d'Almirante (en espagnol : Bahía del Almirante) est une baie de la mer des Caraïbes qui se situe dans l'ouest du Panama.